# Melligomphus cataractus
Melligomphus cataractus là loài chuồn chuồn trong họ Gomphidae. Loài này được Chao & Liu in Chao mô tả khoa học đầu tiên năm 1990.